# 카네코 노부아키
가네코 노부아키(일본어: 金子 ノブアキ, 1981년 6월 5일 ~ )는 일본의 드러머, 배우이다.
도쿄도 세타가야구 시모키타자와 출신. 이토 컴퍼니 소속.

## 음악 활동

### 밴드
- Gonna Be Fun: 《퐁킷키즈》 내에서, 도모사카 리에 (Vo), 사메지마 다쿠미 (G)와 짠 밴드. 1997년 11월 1일, 토시바 EMI로부터 싱글 CD 〈BIRTHDAY PARTY〉를 발매.
- RIZE: JESSE (Vo)와 남동생·KenKen (Ba)과의 3피스 밴드.
- DADAS: 이데 다이스케 (Vo&G), 타나카 히데키 (Ba), 아키미츠 켄쇼 (G), 카네코 (Ds)에 의한 인디즈 밴드. DiSiLLUSiON RECORDiNGS 소속.
- TORCERSE: 2006년 12월에, 가네코와 KenKen에 의한 유닛으로서 결성. 세션 등의 랄이브를 주요 활동으로 하고 있다.
- AA=: 우에다 다케시 (THE MAD CAPSULE MARKETS)의 솔로 프로젝트. 라이브 투어에 드럼 서포트로 참가.
- LANDS

### 솔로 활동
2009년부터 솔로 활동을 개시. 7월 15일에 솔로 앨범 《오르카》를 발매.
| #   | 발매일          | 타이틀        |
| --- | --------------- | ------------- |
| 1st | 2009년 7월 15일 | オルカ 오르카 |
| 2nd | 2014년 2월 12일 | Historia      |
| 3rd | 2016년 5월 11일 | Fauve         |

### 관련 아티스트
- RIZE
- 죠니 요시나가
- 가네코 마리
- Char
- DADAS
- Def Tech - 앨범 레코딩, 2006년 투어 서포트
- 요시이 가즈야 - 2005년 투어 서포트
- 이데 다이스케
- Micro - 2008년 투어 서포트, 작곡 참가
- AA= - 2009년 투어 서포트
- kayoko - 2004년 레코딩
- CHARA - 2008년 앨범 레코딩
- Buono! - 2009년 레코딩
- Aggressive Dogs - 2009년 〈loud〉 레코딩
- The SanPaulo - 2009년 라이브 게스트
- 오오하시 트리오 - 2013년 앨범 《plugged》 레코딩

### 사용 기재
- 드럼 세트
  - Orange County Drum & Percussion (2000년 ~ 2003년 사용)
  - Pearl

## 배우 활동

### 출연

#### 드라마
- 천국에서 가장 가까운 마마 PART2 (1994년 4월 5일, 닛폰 TV)
- 킨다이치 소년의 사건부 제4화 〈비보도 살인사건〉 (1995년 8월 5일, 닛폰 TV) - 크리스 아인슈타인 역
- 가장 소중한 사람 (1997년 4월 ~ 6월, TBS) - 유키 카즈히코 역
- 목요 괴담 〈요괴 신문〉 (1997년 5월 ~ 9월, 후지 TV) - 사에구사 유지 역
- 유리 가면 part2 제1 ~ 2화 (1998년 4월 13일 ~ 20일, TV 아사히) - 요시자와 히로시 역
- 외과의·나츠메 산시로 2 (1998년 10월 22일, TV 아사히) - 시미즈 나오키 역
- 귀여운 것만으로는 안되는 걸까? 제1 ~ 3화 (1999년 1월 11일 ~ 25일, TV 아사히) - 오오사와 역
- 보더 범죄 심리 수사 파일 (1999년 1월 ~ 3월, 요미우리 TV)
- 나오미 제4화 (1999년 5월 5일, 후지 TV) - 기다 유스케 역
- 토미에~공포의 미소녀 (1999년 12월 26일, 간사이 TV)
- 이케부쿠로 웨스트 게이트 파크 스페셜 (2003년 3월 28일, TBS) - RIZE 역
- 첫사랑.com 제3화 〈백마탄 왕자님은 누구〉 (2003년 12월 24일, 닛폰 TV)
- 비밥 하이스쿨 (2004년 6월 16일, TBS) - 마에가와 싱고 역
  - 비밥 하이스쿨 2 (2005년 8월 17일)
- 빛과 함께… (2004년 6월, 닛폰 TV)
- 선인장 저니 (2004년 10월 18일 ~ 21일, 닛폰 TV)
- 버저 비트~벼랑 끝의 히어로~ (2009년 7월 ~ 9월, 후지 TV) - 요요기 렌 역
- 사무라이 하이스쿨 (2009년 10월 ~ 12월, 닛폰 TV) - 모토야마 히로무 역
- 바텐더 (2011년 1월 ~ 3월, TV 아사히) - 구즈하라 류이치 역
- 해님 (2011년 3월 ~ 9월, NHK) - 가와하라 고이치 역
- 피스 보트 -Piece Vote- (2011년 7월 ~ 9월, 닛폰 TV) - 도도 쓰카사 역
- QP (2011년 10월 ~ 12월, 닛폰 TV) - 토무 역
- 이상의 아들 (2012년 1월 ~ 3월, 닛폰 TV) - 이케다 후유히코 역
- VISION-살인이 보이는 여자- (2012년 7월 ~ 9월, 요미우리 TV) - 아사노 카즈마 역
- 레이디 조커 (2013년 3월 ~ 4월, WOWOW) - 마츠도 요키치 역
- 최상의 프로포즈 제4 ~ 6화 (2013년, BeeTV) - 고마츠다 케이 역
- 먹기만 할게 (2013년 8월 ~ 9월, TV 도쿄) - 야마모토 다쿠미 역
- 도쿄 밴드왜건~도시 대가족 이야기 (2013년 10월 ~ 12월, 닛폰 TV) - 홋타 콘 역
- 대하드라마 군사 간베에 (2014년 1월 ~ 12월, NHK) - 쿠시하시 사쿄노신 역
- 기묘한 이야기 2014년 봄 특별편 〈라스트 시네마〉 (2014년 4월 5일, 후지 TV) - 이와사키 카즈히코 역
- 먹고 자는 두 사람 함께 사는 두 사람 (2014년 5월 ~ 6월, NHK BS 프리미엄) - 주연·노노야마 슈이치(논 짱) 역
- 타마가와 구청 OF THE DEAD (2014년 10월 ~ 12월, TV 도쿄) - 코다 켄지 역
- 학교의 계단 (2015년 1월 ~ 3월, 닛폰 TV) - 츠보이 역
- 칫솔/여자친구 (2016년 1월 ~ 2월, NHK BS 프리미엄) - 나다 역

#### 영화
- 스위트 스위트 고스트 (2000년) - 사카자키 다쿠로 역
- CROSS (2001년, 업링크) - 카자마 코헤이 역
- 크로우즈 ZERO II (2009년, 토호) - 나루미 다이가 역
- BANDAGE (2010년, 토호) - 류지 역
- 서도 걸즈!! (2010년, 워너 브라더스 영화) - 이케자와 히로토 역
- 오오쿠 (2010년, 쇼치쿠/아스믹 에이스) - 사부로자 역
- 만담 갱 (2011년, 카도카와 영화)
- 모테키 (2011년, 토호) - 야마시타 다이스케 역
- 셔플 (2011년, 비터즈 엔드) - 주연·고헤이 역
- 하드 로맨티커 (2011년, 토에이) - 타카시 역
- 스트로베리 나이트 (2013년, 토호) - 고바야시 미츠루 역
- 도쿄 난민 (2014년, 팬텀 필름) - 고다마 아츠시 역
- 백설공주 살인사건 (2014년, 쇼치쿠) - 사사야마 사토시 역
- 신쥬쿠 스완 (2015년, 소니 픽처즈 엔터테인먼트) - 하야마 유타카 역
- 무국적소녀 (2015년, 토에이 비디오) - 담임 교사 역